# Lagro
Lagro és una població dels Estats Units a l'estat d'Indiana. Segons el cens del 2006 tenia 441 habitants.

## Demografia
Segons el cens del 2000, Lagro tenia 454 habitants, 166 habitatges, i 122 famílies. La densitat de població era de 292,2 habitants/km².
Dels 166 habitatges en un 38% hi vivien nens de menys de 18 anys, en un 60,8% hi vivien parelles casades, en un 7,2% dones solteres, i en un 26,5% no eren unitats familiars. En el 23,5% dels habitatges hi vivien persones soles el 10,2% de les quals corresponia a persones de 65 anys o més que vivien soles. El nombre mitjà de persones vivint en cada habitatge era de 2,73 i el nombre mitjà de persones que vivien en cada família era de 3,17.
Per edats la població es repartia de la següent manera: un 30,4% tenia menys de 18 anys, un 7,5% entre 18 i 24, un 31,3% entre 25 i 44, un 20,3% de 45 a 60 i un 10,6% 65 anys o més.
L'edat mediana era de 34 anys. Per cada 100 dones de 18 o més anys hi havia 119,4 homes.
La renda mediana per habitatge era de 34.327$ i la renda mediana per família de 39.375$. Els homes tenien una renda mediana de 37.188$ mentre que les dones 18.056$. La renda per capita de la població era de 13.186$. Entorn del 3,9% de les famílies i el 6,5% de la població estaven per davall del llindar de pobresa.

## Poblacions més properes
El següent diagrama mostra les poblacions més properes.